# Maison Baker
La maison Baker (finnois : Baker House), est un bâtiment construit à Boston aux États-Unis.

## Présentation
Baker House est un bâtiment qui abrite des dortoirs mixtes au Massachusetts Institute of Technology.
Situé au 362 Memorial Drive, l'édifice a été conçu par l'architecte finlandais Alvar Aalto entre 1947 et 1948 et construit en 1949.
Son architecture présente une forme ondulée qui permet à la plupart des pièces d'avoir une vue sur la rivière Charles.
Alvar Aalto a également conçu des meubles sur mesure pour les chambres, dont beaucoup sont en forme de coin.1 
La résidence abrite 318 étudiants universitaires dans des chambres simples, doubles, triples et quadruples.
Il porte le nom d'Everett Moore Baker, doyen des étudiants du MIT, décédé dans un accident d'avion en Inde en 1949,.
La Maison Baker est la plus importante contribution d'Alvar Aalto à l'architecture aux États-Unis.
Elle se compose de dortoirs et d'un réfectoire étudiant et est située sur les rives de la rivière Charles. La caractéristique du bâtiment est son plan sinueux qui permet d'augmenter la longueur de la façade et d'éviter que les vues sur la rue ne soient trop directes. Une autre caractéristique notable est l’escalier en cascade qui fait saillie vers l’extérieur. Les chambres longent sa colonne vertébrale tout en courbes. Dans tout le bâtiment, Aalto répartit uniformément les différents espaces fonctionnels et évite ainsi de regrouper tous les services en un seul endroit. Au-dessus de la rivière se trouve la salle à manger éclairée par un mur de lucarnes circulaires qui fonctionnent également comme luminaires la nuit.

## Histoire
En 1940, Alvar Aalto est nommé Fellow du Massachusetts Institute of Technology de Cambridge.
En 1946, il est chargé de construire le bâtiment abritant les dortoirs de la maison Baker House, la nouvelle résidence étudiante pour les étudiants inscrits au cours de la dernière année universitaire. Une structure qui allait accueillir 318 étudiants répartis en chambres simples, doubles, triples et quadruples. Le site est un terrain long et étroit adjacent à la rivière Charles et à Memorial Drive, une route à quatre voies ayant un impact visuel et sonore notable.
La Baker House a été rénovée quatre fois. La dernière a eu lieu en 1999, lorsque les systèmes de plomberie, de télécommunications et électriques ont été modernisés et que certaines des modifications intérieures apportées au fil des années qui n'étaient pas dans la conception originale ont été supprimées.

## Architecture
Le bâtiment présente des façades en briques réfractaires brunes.
En raison de la conception en forme de « W » du bâtiment, chaque pièce offre une vue unique sur la rivière Charles et Memorial Drive disparaît presque complètement,.
Alvar Alto lui-même a décrit la conception du bâtiment comme un mélange entre un chalet de ski et un bateau.
Les façades nord et sud sont très différentes en raison de l'emplacement du terrain.
Le côté sud, face à la rivière Charles, est sinueux et continu. Il compte sept étages.
Le côté nord est, au contraire, un ensemble abrupt de volumes droits, défini par l'escalier extérieur fermé qui tombe en cascade de l'extérieur et sert de point de vue,,.
La façade brise la monotonie du reste des bâtiments universitaires, dans un style néoclassique et rationaliste.
Le rez-de-chaussée est éclairé par des lumières circulaires et l'étage supérieur offre une vue sur la rivière.
Ce type d'éclairage avait déjà été utilisé dans la bibliothèque de Viipuri.
Alvar Aalto n'a pas voulu concevoir de pièces orientées vers le nord (qui n'auraient pas eu de vue sur la rivière) et a plutôt conçu de grandes chambres doubles et triples avec beaucoup de lumière naturelle du côté ouest.

## Anciens étudiants
Parmi les anciens étudiants citons Kenneth Olsen Alan Guth, Gerald Sussman (en), Geoffrey A. Landis, Cady Coleman et Katy Croff Bell (en).

## Galerie

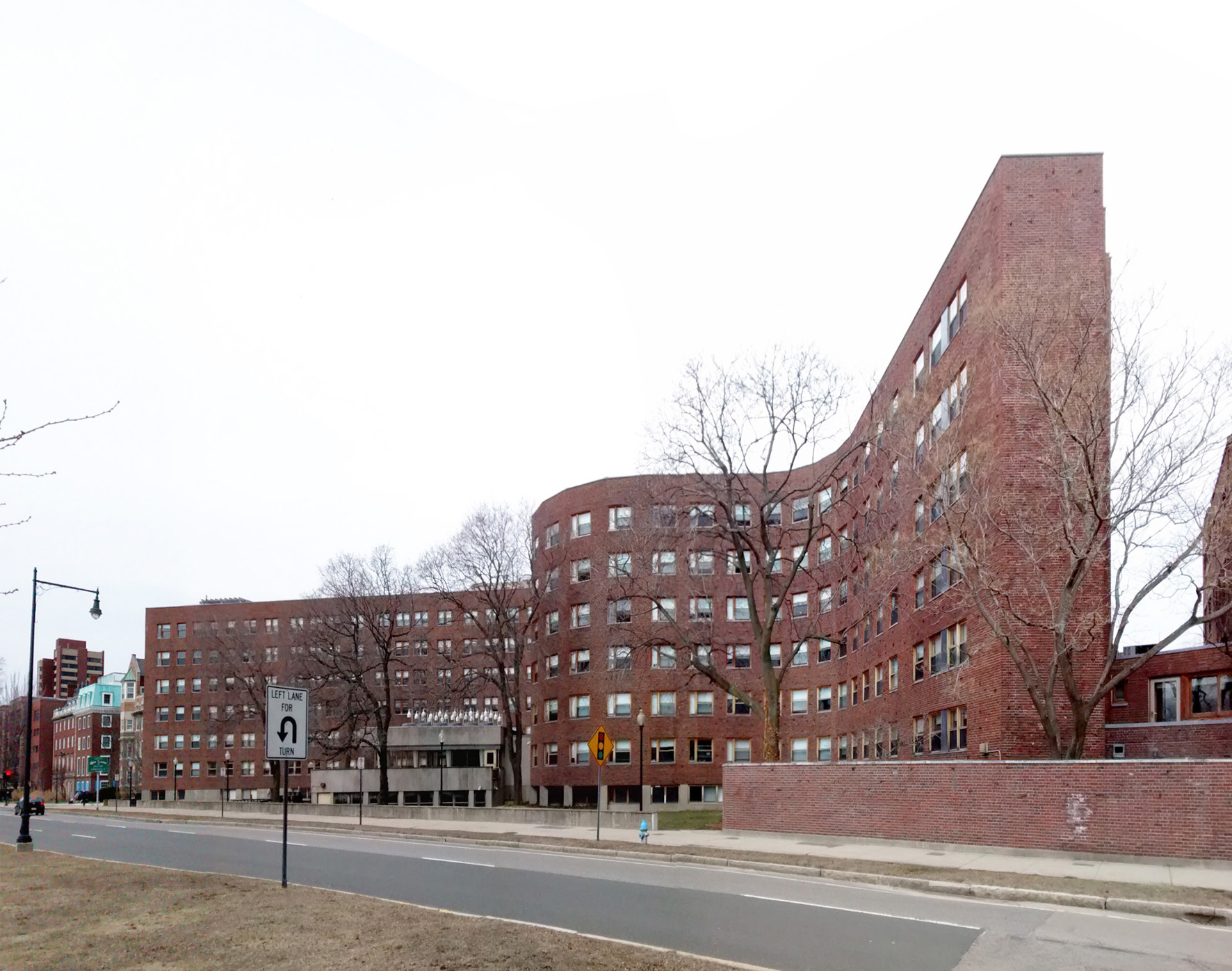
Vue de toute la structure.
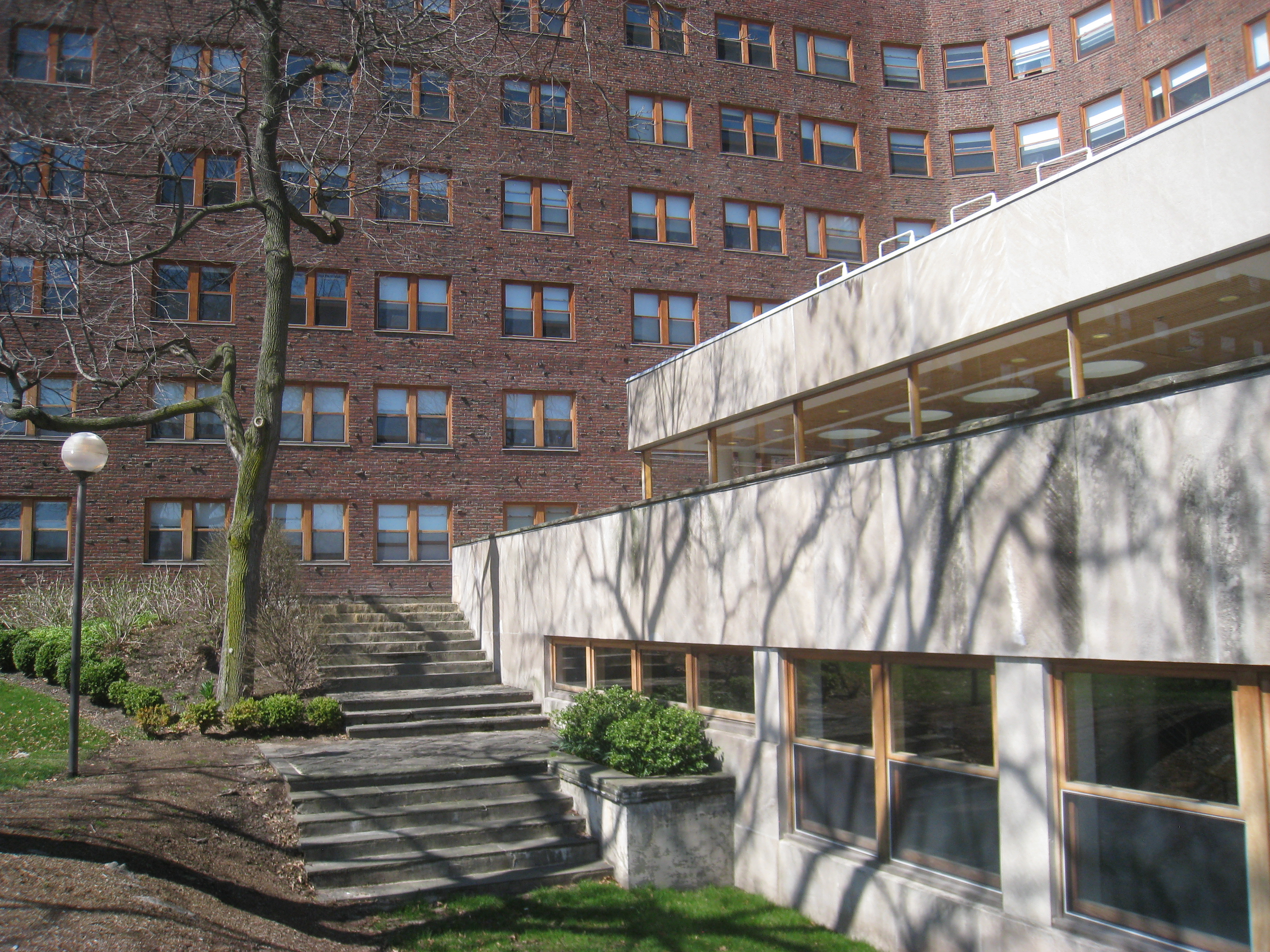
Détail de la structure et de l'aile réservée à la restauration.
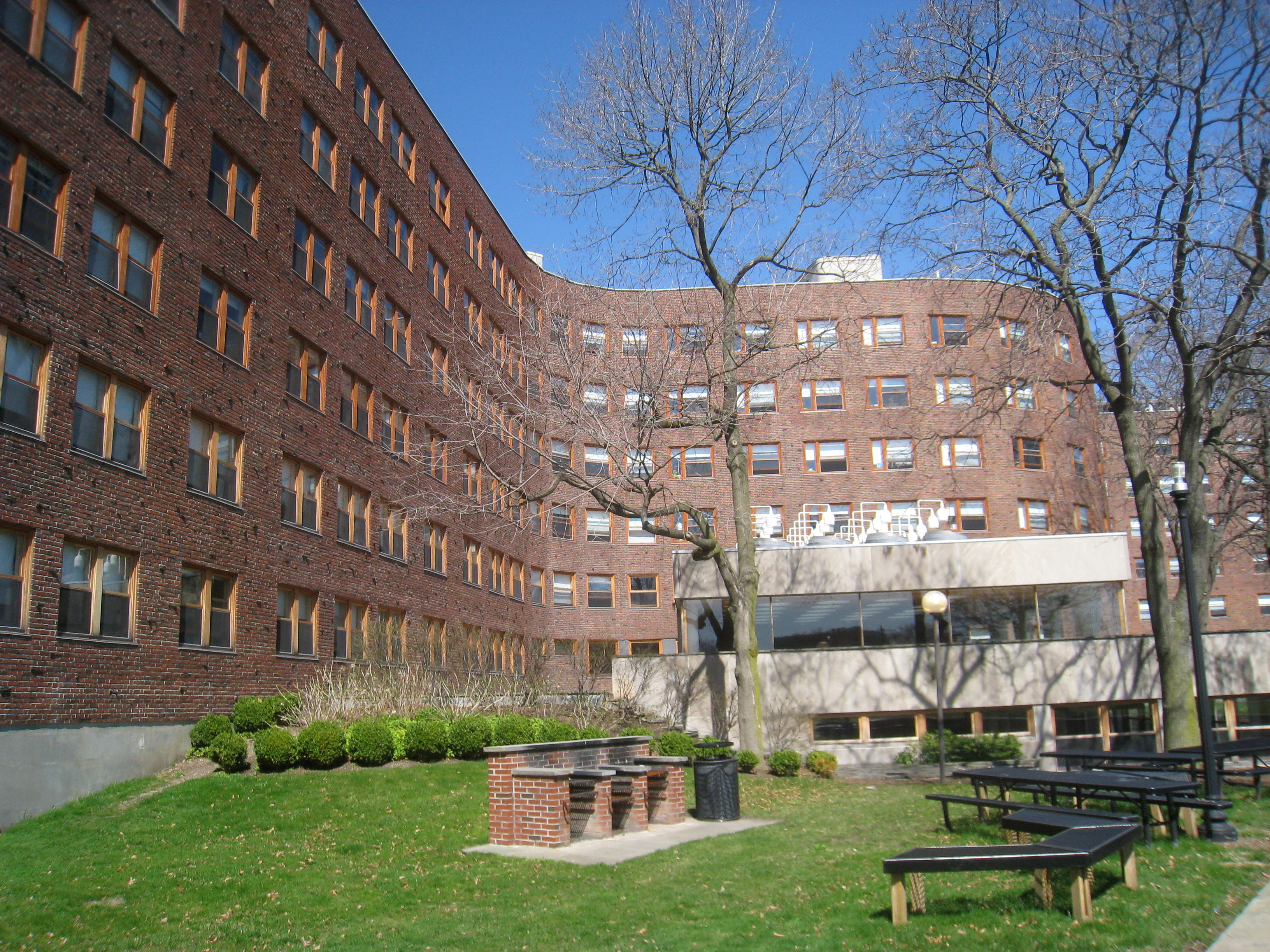
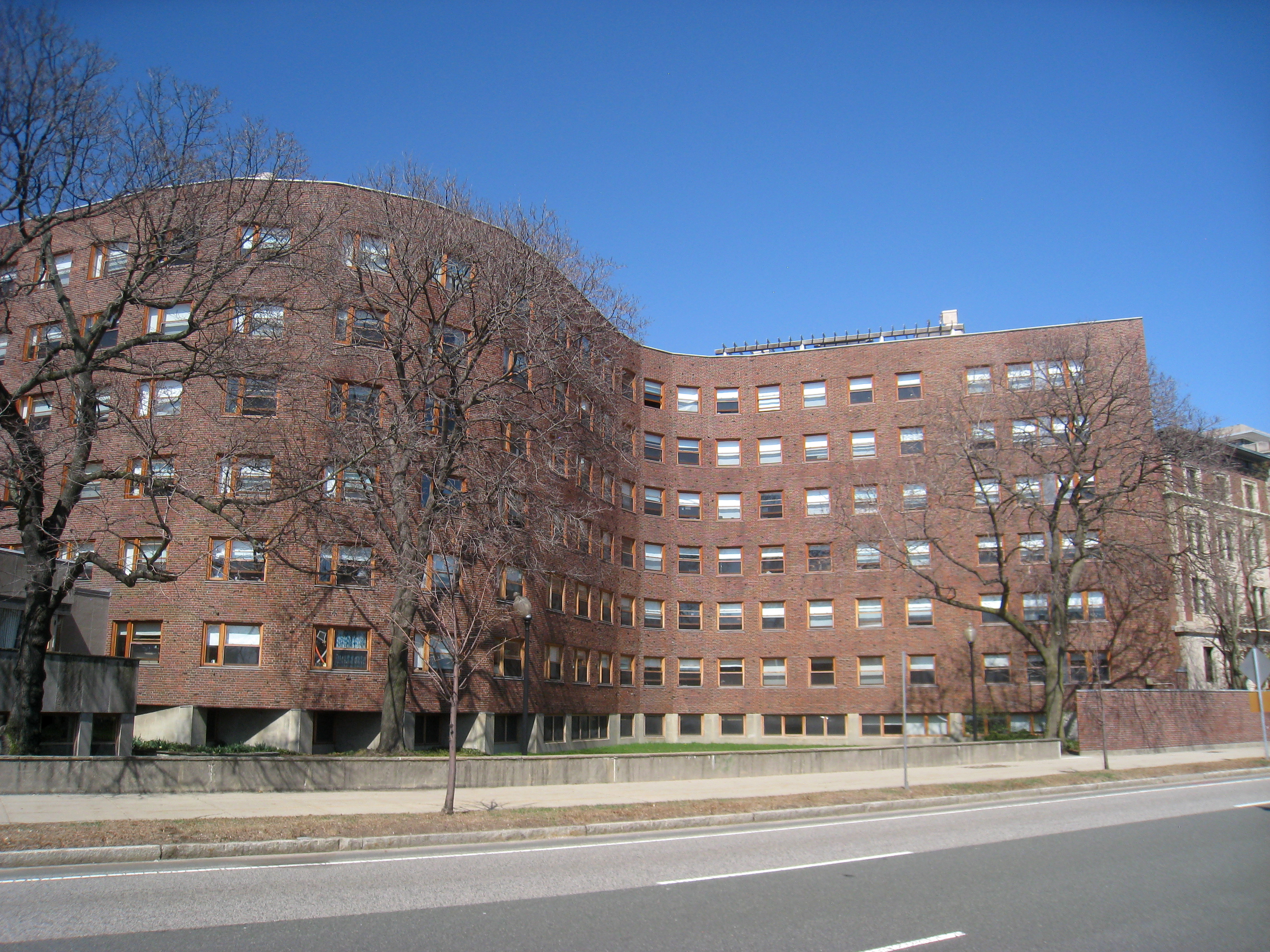
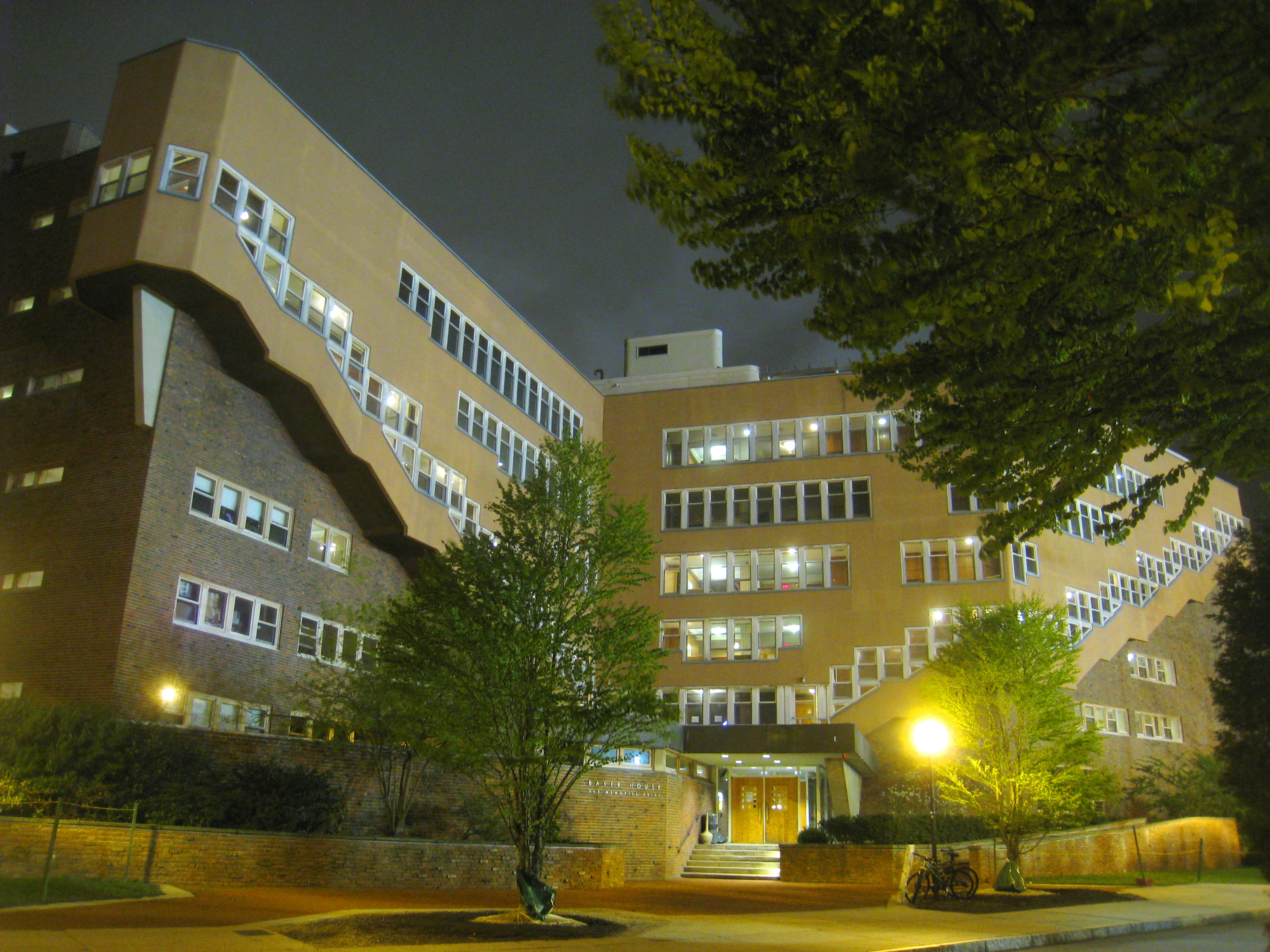